# ロイ・ロジャース
ロイ・ロジャース（Roy Rogers, 本名：Leonard Franklin Slye、1911年11月5日 - 1998年7月6日）は、アメリカ合衆国の俳優、歌手、テレビ司会者。別名：キング・オブ・カウボーイ。

## 来歴

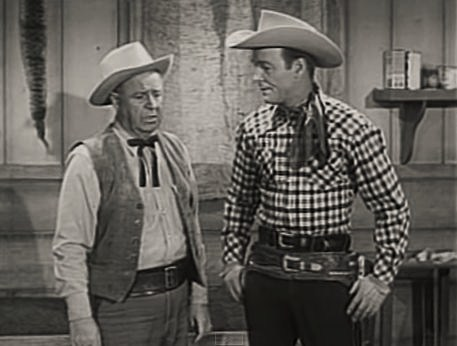
1954年、テレビ番組『ロイ・ロジャース』出演時（右）。

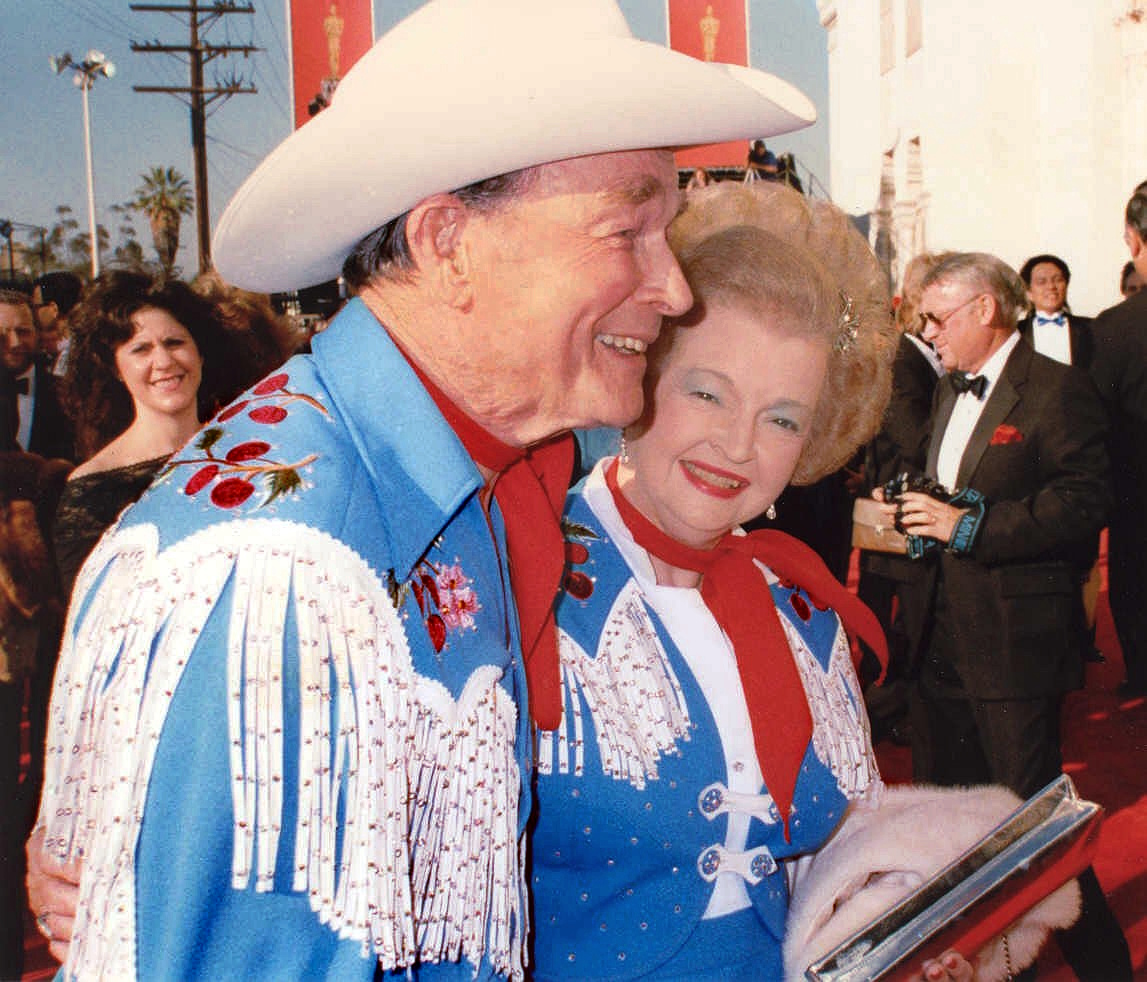
1989年の第61回アカデミー賞授賞式にて、妻のデイル・エヴァンスと。

シンシナティ出身。1930年代にカリフォルニアに移り、歌手活動を本格的に始める。1934年にウェスタン・ミュージックのグループ“サンズ・オブ・パイオニアーズ”を結成し、“ロイ・ロジャース”名義でリーダーとして活動、その後西部劇を中心に俳優としての活動を始め、「歌うカウボーイ」として子供達の絶大な人気を集める。1980年と1988年にカントリー・ミュージックの殿堂入りした。
1998年7月6日、心不全のため死去、86歳。

## 主な出演作品
- 愉快なリズム Rhythm on the Range (1936) クレジットなし
- 暁の襲撃 California Mail (1936) クレジットなし
- 西部の星空の下で Under Western Stars (1938)
- 南方の勝鬨 Southward Ho! (1939)
- 進め駅伝ライダー Frontier Pony Express (1939)
- ジェシー・ジェイムズ時代 Days of Jesse James (1939)
- 暗黒の命令 Dark Command (1940)
- サンセット・セレナーデ Sunset Serenade (1942)
- アイダホ Idaho (1943)
- カウボーイ・キング King of the Cowboys (1943)
- ソング・オブ・テキサス Song of Texas (1943)
- ブラジル Brazil (1944)
- ハリウッド玉手箱 Hollywood Canteen (1944)
- 進め幌馬車 Man from Oklahoma (1945)
- 愛馬トリッガー My Pal Trigger (1946)
- テキサス・ムーン Roll on Texas Moon (1946)
- カリフォルニアの星のもと Under California Stars (1948)
- メロディ・タイム Melody Time (1948) アニメ映画、声の出演
- ロイ・ロジャース The Roy Rogers Show (1951-1957) テレビ番組
- 腰抜け二挺拳銃の息子 Son of Paleface (1952)
- 腰抜け列車強盗 Alias Jesse James (1959) クレジットなし
- スケルトンの大笑劇場 The Red Skelton Show (1968) テレビ番組
- ワンダーウーマン Wonder Woman (1977) テレビドラマ
- 俺たち賞金稼ぎ!!フォール・ガイ The Fall Guy (1983-1984) テレビドラマ

## その他
1988年の映画『ダイ・ハード』の劇中で、主人公ジョン・マクレーン（演：ブルース・ウィリス）が、テロリストのリーダー・ハンス・グルーバー(演：アラン・リックマン)から「ジョン・ウェインにでもなったつもりか？」と訊かれたのに対し、「ロイ・ロジャースが好きだった」と答え、その後無線で身分を悟られないための偽名に「ロイ」と名乗る。また、マクレーンの決めゼリフ「ippee-ki-yay、motherfucker（イッピカイェイ、マザーファッカー）」は、彼のセリフ「Yippee-ki-yay, kids」に由来する。